# Витимское плоскогорье
Вити́мское плоского́рье (бур. Витимэй хадалиг газар) — плоскогорье в бассейне верхнего течения реки Витим в Бурятии и Забайкальском крае. Его открыл Пётр Алексеевич Кропоткин.
Широкие невысокие увалы (высота от 1200 до 1600 м) чередуются с межгорными понижениями. Сложено гранитами и кристаллическими сланцами; на юго-западе — базальты. Имеется более 15 конусов древних вулканов. Распространены многолетние мёрзлые горные породы. Междуречья покрыты лиственничной тайгой, в понижениях — заросли кустарниковых берёз, луга и болота.